# Andrew Bagnall
Andrew Bagnall (ur. 15 lutego 1947 w Wellington) – nowozelandzki kierowca wyścigowy.

## Kariera
Bagnall rozpoczął karierę w międzynarodowych wyścigach samochodowych w 1986 roku od startów w Australian Touring Car Championship, Australian Endurance Championship oraz w Better Brakes/AMSCAR Series. W Australian Touring Car Championship z dorobkiem ośmiu punktów uplasował się na 37 pozycji w klasyfikacji generalnej. W późniejszych latach Nowozelandczyk pojawiał się także w stawce European Touring Car Championship, World Touring Car Championship, Asia-Pacific Touring Car Championship, Sandown 500, Tooheys 1000, Pepsi 300, 24-godzinnego wyścigu Le Mans, FIA GT Championship, 1000 km Suzuka, American Le Mans Series, 24h Nürburgring, Bathurst 24 Hour Race, Australijskiego Pucharu Porsche Carrera, Bridgestone NZ Porsche Championship, Porsche GT3 Cup Trans-Tasman, Battery Town Porsche GT3 Cup Challenge oraz Highlands 101.

## Wyniki w 24h Le Mans
| Rok  | Zespół                              | Partnerzy                     | Samochód           | Klasa | Okr. | Poz. | Klasa Poz. |
| ---- | ----------------------------------- | ----------------------------- | ------------------ | ----- | ---- | ---- | ---------- |
| 1996 | New Hardware Racing Parr Motorsport | Stéphane Ortelli Andy Pilgrim | Porsche 911 GT2    | GT2   | 299  | 17   | 2          |
| 2001 | Seikel Motorsport                   | Tony Burgess Max Cohen-Olivar | Porsche 911 GT3-RS | GT    | 272  | 12   | 6          |
| 2003 | Seikel Motorsport                   | Tony Burgess David Shep       | Porsche 911 GT3-RS | GT    | 134  | NU   | NU         |
| 2004 | Seikel Motorsport                   | Tony Burgess Philip Collin    | Porsche 911 GT3-RS | GT    | 317  | 15   | 4          |